# Ossining
Ne doit pas être confondu avec Ossining (village, New York).
Ossining (en anglais [ˈɒsɨnɪŋ]) est une ville (town) située dans le comté de Westchester, dans l’État de New York, aux États-Unis. Sa population s’élevait à 37 674 habitants lors du recensement de 2010, puis a été estimée à 38 310 habitants en 2017.
C'est dans cette ville que se trouvent la prison de Sing Sing et la maison-mère des missionnaires de Maryknoll.

## Démographie
| Groupe            | Ossining | New York | États-Unis |
| ----------------- | -------- | -------- | ---------- |
| Blancs            | 54,6     | 66,8     | 72,4       |
| Autres            | 19,4     | 7,4      | 6,4        |
| Afro-Américains   | 17,2     | 15,9     | 12,6       |
| Asiatiques        | 4,2      | 7,3      | 4,8        |
| Métis             | 4,1      | 3,0      | 2,9        |
| Amérindiens       | 0,6      | 0,6      | 0,9        |
| Total             | 100      | 100      | 100        |
|                   |          |          |            |
| Latino-Américains | 41,4     | 17,6     | 16,7       |

## Source
- (en) Cet article est partiellement ou en totalité issu de l’article de Wikipédia en anglais intitulé « Ossining (town), New York » (voir la liste des auteurs).